# Sforzesco (hrad)

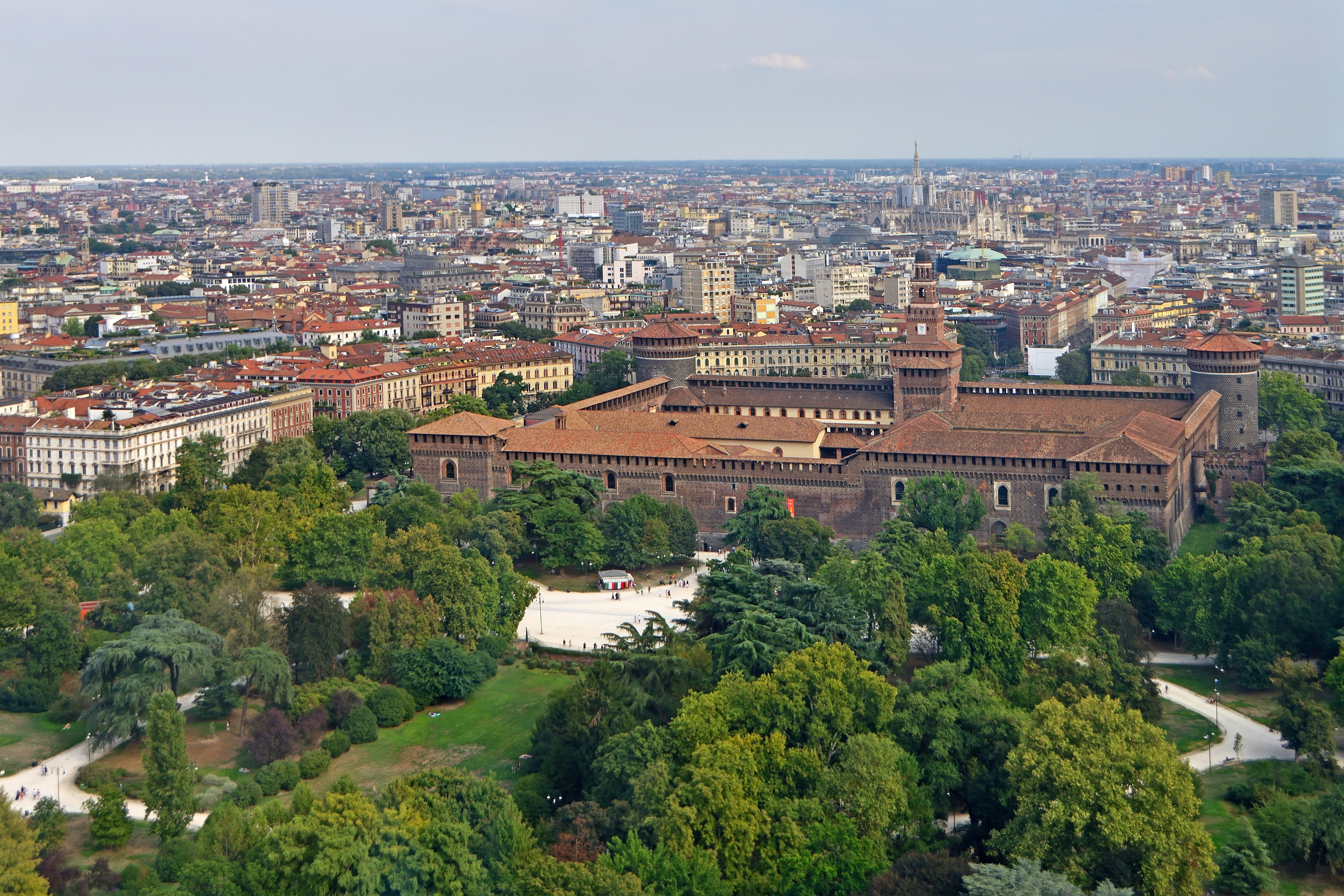
Castello Sforzesco

Castello Sforzesco je hrad v italském Miláně. Stojí na Piazza Castello v severozápadní části historického centra.

## Historie
Stavba byla vybudována roku 1450 na příkaz Francesca I. Sforzy na místě hradu rodu Visconti postaveného v letech 1360–1370 a zničeného roku 1447. Roku 1490 Bramante vyzdobil freskami stěny Sala del Tesoro. Na interiérových dekoracích pracovali i Leonardo da Vinci, Filarete a Cesario Cesariano.
V letech 1833–1905 proběhla rozsáhlá rekonstrukce hradu. Škody vzniklé během bombardování roku 1943 byly později částečně napraveny.

## Současnost
Stavba hostí několik muzeí, například Museo d'Arte Antica a Museo della Preistoria. Mezi exponáty je i nedokončená socha Pietà Rondanini od Michelangela.

### Sala delle Asse

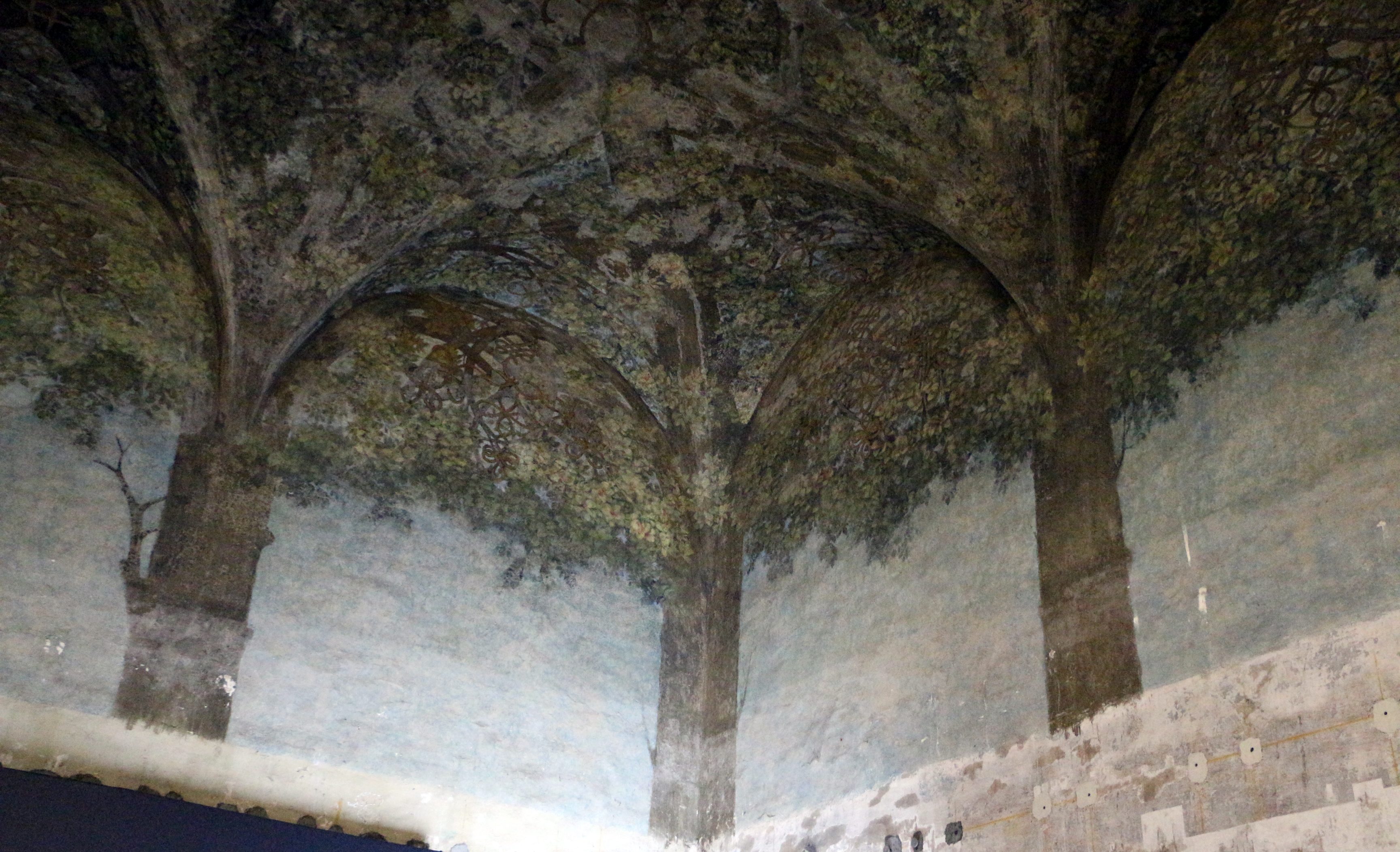
Sala delle Asse, detail malby.

V přízemí severovýchodní věže hradu je místnost nazávaná Sala delle Asse. Svůj název dostala podle toho, že stěny byly původně obloženy dřevěnými deskami. V roce 1498 pověřil vévoda Lodovico Sforza Leonarda da Vinci, aby provedl nástěnné malby v této místnosti. Da Vinci navrhl výzdobu v podobě iluzorní střechy altánu, která je obalena propleteným větvovím morušovníku. Tento námět odkazuje na přezdívku zadavatele (Lodovico Mario Sforza byl přezdíván „il Moro“, latinský název morušovníku je „Morus“). Leonardo slíbil práci dokončit během několika měsíců, ale k tomu patrně nikdy nedošlo.
Po dobytí Milána španělskými a později francouzskými vojsky byl hrad proměněn na kasárna a zbrojnici. Sala delle Asse pak sloužila různým účelům, byla zde i jedna z koníren a malby byly zamalovány vápnem. Znovu byly objeveny až koncem devatenáctého století v letech 1893–1894. V letech 1901–1902 proběhlo první restaurování. Druhý restaurátorský zásah proběhl v roce 1954, kdy byly odstraněny nepůvodní části. V současnosti je místnost jako Sala VIII součástí Muzea starého umení (Il Museo d'Arte Antica). V letech 2017–2019 probíhá obnova maleb a turistický provoz v místnosti je omezen.

### Park
Park je upraven ve stylu anglické zahrady s květinovými záhony. Je zde také aréna, vyhlídková věž a neoklasicistní vítězný oblouk Arco della Pace z let 1807–1838.